# トマス・リトルトン (第2代リトルトン男爵)

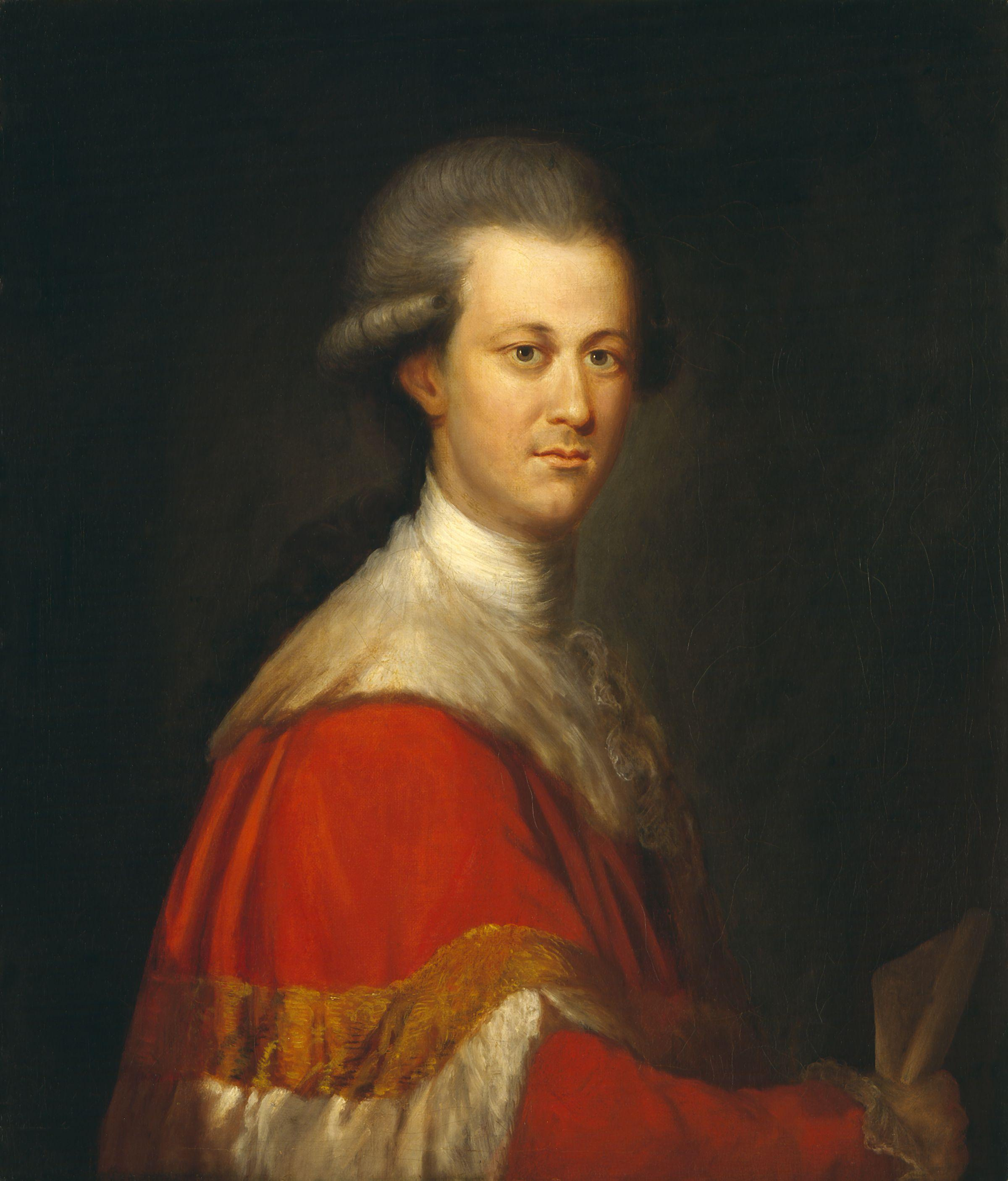
リチャード・ブロンプトンによる肖像画、1775年頃。

第2代リトルトン男爵トマス・リトルトン（英語: Thomas Lyttelton, 2nd Baron Lyttelton PC、1744年1月30日 – 1779年11月27日）は、グレートブリテン王国の貴族、政治家。リトルトン家出身であり、1768年から1769年まで庶民院議員を務めた。放蕩した生活で知られる。

## 生涯

### 生い立ち
初代リトルトン男爵ジョージ・リトルトンと1人目の妻ルーシー・フォーテスキュー（Lucy Fortescue、1717年頃 – 1747年1月19日、ヒュー・フォーテスキューの娘、第2代フォーテスキュー男爵マシュー・フォーテスキューの姉妹）の息子として、1744年1月30日にハッグリーで生まれた。1756年よりメリルボーンで教育を受けた後、1758年から1761年までイートン・カレッジを通い、1761年11月7日にオックスフォード大学クライスト・チャーチに入学した。ただし、大学は卒業しなかった。

### 放蕩した生活
1760年にハッグリー・ホールの新築が完成すると、その祝いの一環として舞踏会が催されたが、最も高貴な出席者と踊るはずだったリトルトンはそれを拒否して、その日の朝に隣村から連れてきた女性としか踊りたがらなかった。1763年には父がリトルトンとヒュー・ウォーバートンの娘の婚約を交渉していたが、リトルトンが未成年だったため、法律上は婚約が成立できず、父はまずリトルトンをグランドツアーに送りだした。リトルトンは同年から1765年までジョン・ダマーとジョージ・ダマーとともにフランスとイタリアを旅したが、わずか数か月でギャンブルにより借金が重なり、決闘も2回行った。ローマでは歴史家エドワード・ギボンに会ったが、ギボンはリトルトンを酷評し、イタリアに駐在していた外交官の初代準男爵サー・ホレス・マンもリトルトンがイギリス人とイタリア人の双方から避けられていると述べた。結局、グランドツアーでの悪評を受けて婚約の話は破談となった。1765年夏に帰国した直後、父と口論して再び外国に向かい、パリでは売春宿での乱闘により投獄された。
1768年イギリス総選挙でビュードリー選挙区から出馬して、24票を得て当選したが、これはリトルトンを支持した執行吏が自由市民（freeman）を10人増やしたためだった。それでも対立候補の初代準男爵サー・エドワード・ウィニントンとは3票差しかない上、1763年のダラム法（Durham Act 1763）に基づき自由市民が投票権を得るのは市民権を得た1年後でなければならないため、ウィニントンが提出した選挙申し立ては庶民院で受け入れられ、ウィニントンの当選が1769年1月に宣告された。庶民院議員としては1年未満の経歴だったが、2回演説しており、うち1768年5月に「ウィルクスの件よりも重要なことがある。たとえば、最近アメリカにおける暴力が激しさを増したとの報告が届いている」（There are more things of importance to be done than the affairs of Wilkes. Some late accounts have brought us news of redoubled violences from America）と発言し、同年11月にもウィルクスによる請願の審議を行うことに賛成した。
議席を失った後、再び大陸ヨーロッパ（主にネーデルラントとイタリア）を旅し、1771年春に歴史家ジョン・グレイ（John Gray）とともにヴェネツィアからミラノまで旅したが、グレイはリトルトンが「狂った人のように」ギャンブルに興じたと述べた。1772年6月26日、アッフィア・ウィッツ（Apphia Witts、1744年頃 – 1840年4月9日、ブルーム・ウィッツの娘）と結婚したが、リトルトンはすぐに妻を捨て、とある女性バーテンダーを連れてパリに向かった。リトルトンはアッフィアとの間で子供をもうけなかった。1773年8月22日に父が死去すると、リトルトン男爵位を継承した。これに伴いリトルトンは本国に呼び戻された。『英国議会史』が評価したところでは、リトルトンは爵位継承以降、より規則正しい生活を過ごすようになった（After succeeding to the peerage he led a more regular life）という。

### 貴族院議員
1774年1月13日に貴族院に初登院し、同年2月22日に貴族院ではじめて演説した。このときの議題は出版物の著作権がコモン・ローに存在するかについてであり、裁判官の間で意見が分かれたが、最終的には存在しないと結論付けられた。リトルトンは演説で存在すると主張して、初代カムデン男爵チャールズ・プラットと対立した。『オックスフォード英国人名事典』によると、リトルトンは元首相初代チャタム伯爵ウィリアム・ピットを尊敬していたが、チャタムと違って対アメリカ13植民地強硬政策を支持し、1775年1月20日の演説でもそのように主張した。また、リトルトンはカムデン男爵を嫌っており、1775年5月17日にカムデンがケベック法の廃止を動議されたとき、リトルトンがケベック法を擁護して、カムデンが問題を起こして政府を攻撃しようとしていると批判した。
アメリカ独立戦争が勃発すると、1775年10月26日に11月1日に態度を翻して政府の優柔不断さを批判、さらに議会の同意なしでドイツ人傭兵を雇ったことを非難した。『オックスフォード英国人名事典』によると、これは先の政権擁護に何の褒賞もなかったためとされたが、ノース内閣の中でも不満を感じた閣僚が複数いたため、首相ノース卿フレデリック・ノースは譲歩することになり、リトルトンは1775年11月17日に枢密顧問官に、18日に北トレント巡回裁判官に任命された。これによりリトルトンは再び態度を翻し、1775年12月15日に米州植民地への禁輸法案に賛成、1776年3月14日にグラフトン公爵の植民地との融和動議に反対、1777年5月30日にチャタム伯爵が講和を主張したときにもそれに反論した。サラトガの戦いでの敗北の報せが届いたときも1777年12月5日に1つの失敗で諦めるべきではないと述べた。
ホレス・ウォルポールによると、1779年に北部担当国務大臣の第12代サフォーク伯爵ヘンリー・ハワードが死去したとき、リトルトンはその後任に任命されなかったことに不満を感じて再び野党に転じた。国王ジョージ3世も1779年9月27日付のノース卿宛ての手紙でリトルトンを解任するよう命じ、それを知ったリトルトンは11月25日の演説で政府を激しく攻撃した。これにより解任が確実だとされたが、それが行われる前の1779年11月27日にエプソムで死去した。死後、検視は行われず、そのままハッグリーで埋葬された。息子がおらず、リトルトン男爵位は廃絶したが、準男爵位は叔父にあたる初代ウェストコート男爵ウィリアム・ヘンリー・リトルトンが継承した。また、ハッグリーの地所もウェストコート男爵が継承した。
ウェストコート男爵によると、死去から数日前にリトルトンが自身の死を予告する夢をみたという。この話によると、リトルトンの夢の中でコマドリがリトルトンの部屋にやってきた。すると、コマドリが女性に変身して、リトルトンが3日内に死ぬと告げた。そして、3日目の夜に食事をとるとき、リトルトンは「お化けから逃れた」と述べたが、就寝直後に死去したという。

## 人物
『英国人名事典』によると、政治家としての経歴が短かったにもかかわらず能力を示しており、長生きしていれば高位についたのであろうという。